# Chris Brown (ishockeyspelare)
Chris Brown, född 3 februari 1991, är en amerikansk professionell ishockeyspelare som spelar inom NHL–organisationen Washington Capitals. Han har tidigare spelat på NHL–nivå för Phoenix Coyotes och på lägre nivåer för Portland Pirates i AHL och Michigan Wolverines (University of Michigan) i NCAA.
Han draftades i andra rundan i 2009 års draft av Phoenix Coyotes som 36:e spelare totalt.

## Statistik
| 2006–2007    | Honeybaked U18         | MWEHL        | 52  | 42 | 32 | 74 | —   | — | — | — | — | — |
| 2007–2008    | U.S. National U17 Team | USDP         | 17  | 5  | 1  | 6  | 8   | — | — | — | — | — |
|              | U.S. National U18 Team | NAHL         | 43  | 8  | 6  | 14 | 66  | 3 | 0 | 0 | 0 | 0 |
| 2008–2009    | U.S. National U18 Team | USDP         | 47  | 14 | 16 | 30 | 83  | — | — | — | — | — |
|              | U.S. National U18 Team | NAHL         | 15  | 6  | 2  | 8  | 37  | — | — | — | — | — |
| 2009–2010    | Michigan Wolverines    | NCAA         | 45  | 13 | 15 | 28 | 58  | — | — | — | — | — |
| 2010–2011    | Michigan Wolverines    | NCAA         | 42  | 9  | 14 | 23 | 59  | — | — | — | — | — |
| 2011–2012    | Michigan Wolverines    | NCAA         | 38  | 12 | 17 | 29 | 66  | — | — | — | — | — |
| 2012–2013    | Phoenix Coyotes        | NHL          | 5   | 0  | 0  | 0  | 0   | — | — | — | — | — |
|              | Portland Pirates       | AHL          | 68  | 29 | 18 | 47 | 98  | 3 | 1 | 1 | 2 | 6 |
| 2013–2014    | Phoenix Coyotes        | NHL          | 6   | 0  | 0  | 0  | 0   | — | — | — | — | — |
|              | Portland Pirates       | AHL          | 51  | 14 | 21 | 35 | 68  | — | — | — | — | — |
|              | Hershey Bears          | AHL          | —   | —  | —  | —  | —   | — | — | — | — | — |
| NHL totalt   | NHL totalt             | NHL totalt   | 11  | 0  | 0  | 0  | 19  | — | — | — | — | — |
| AHL totalt   | AHL totalt             | AHL totalt   | 119 | 43 | 39 | 82 | 166 | 3 | 1 | 1 | 2 | 6 |
| NCAA totalt  | NCAA totalt            | NCAA totalt  | 125 | 34 | 46 | 80 | 183 | — | — | — | — | — |
| NAHL totalt  | NAHL totalt            | NAHL totalt  | 58  | 14 | 8  | 22 | 103 | 3 | 0 | 0 | 0 | 0 |
| USDP totalt  | USDP totalt            | USDP totalt  | 64  | 19 | 17 | 36 | 91  | — | — | — | — | — |
| MWEHL totalt | MWEHL totalt           | MWEHL totalt | 52  | 42 | 32 | 74 | —   | — | — | — | — | — |